# Route impériale 5
De Route impériale 5 of De Paris à Strasbourg et en Allemagne (Van Parijs naar Straatsburg en naar Duitsland) was een Route impériale in Frankrijk. De route is opgesteld per keizerlijk decreet in 1811 en lag binnen het Franse Keizerrijk. De route werd later de Franse N4.

## Route
De route liep vanaf Châlons-en-Champagne via Bar-le-Duc en Nancy naar Straatsburg. Tegenwoordig loopt over dit traject de Franse N4, die op een aantal plaatsen is gedegradeerd tot departementale weg (D400 en D1004).